# 沖縄県立図書館
沖縄県立図書館（おきなわけんりつとしょかん）は、沖縄県那覇市泉崎にある公立図書館である。
2018年（平成30年）4月1日現在の蔵書数は878,020冊。蔵書のうち351,972冊が郷土資料で、琉球・沖縄に関する郷土資料を保存している施設としては最大である。

## 施設概要
- 所在地：沖縄県那覇市泉崎1丁目20番1号　カフーナ旭橋A街区3-6階
- 延床面積 - 13,085.73平方メートル
- 施設
  - 3F
    - 総合カウンター
    - 展示エリア
    - 子どもの読書活動推進エリア
    - 読書サポート室

  - 4F
    - 一般図書エリア
    - ビジネスエリア
    - 情報エリア
    - 多文化エリア

  - 5F
    - 郷土資料室

  - 6F
    - 書庫（閉架）

## 沿革

### 戦前
- 1910年（明治43年）8月1日 - 沖縄県庁敷地内に沖繩縣立沖繩圖書館が開館。蔵書4,560冊。初代館長に伊波普猷が就任。
- 1914年（大正3年）6月13日 - 八重山通俗図書館創立。
- 1921年（大正10年） - 沖繩圖書館に婦人閲覧室（別棟）を増設。
- 1928年（昭和3年）8月 - 宮古簡易図書館（昭和図書館）設置[3]。
- 1937年（昭和12年）9月17日 - 八重山通俗図書館を八重山図書館に改称。
- 1940年（昭和15年）3月 - 沖繩圖書館を久米町内兼久山に移転。
- 1945年（昭和20年） - 沖縄戦に伴う数度の米軍空襲により沖繩圖書館が壊滅。約3万冊の図書資料を悉く焼失する。羽地村大湿帯に疎開させていた古文書類も散逸。

### アメリカ統治期
- 1947年（昭和22年）
  - 2月7日 - 沖縄民政府知事が米軍政府に「図書館設立許可申請書」提出[4]
  - 3月21日 - 図書館再建の許可[4]。
  - 4月19日 - 沖縄民政府中央図書館石川分館が開館[4]。
  - 8月9日 - 沖縄民政府中央図書館本館が知念村の沖縄民政府構内に開館[4]。
  - 10月5日 - 沖縄民政府中央図書館首里分館が首里市役所会議室に開館[4]。
  - 11月11日 - 沖縄民政府中央図書館名護分館が名護中学校の一教室で開館[4]。
- 1948年（昭和23年）4月 - 宮古群島政府宮古図書館が開館。
- 1949年（昭和24年）12月31日 - 首里分館が独立し、首里図書館となる。
- 1951年（昭和26年）2月1日 - 沖縄中央図書館本館、石川・名護分館が米軍の直轄となり、琉米文化会館と改称。
- 1952年（昭和27年）4月1日 - 琉球政府創立。宮古群島政府図書館を琉球政府立宮古図書館に、八重山図書館を琉球政府立八重山図書館に改称。
- 1961年（昭和36年）
  - 2月 - 宮古図書館新館が落成。
  - 12月22日 - 首里図書館を中央図書館に改称。この時点での蔵書は4,493冊。
- 1964年（昭和39年）3月6日 - 中央図書館を那覇市寄宮1丁目2番16号に新築。
- 1965年（昭和40年）1月8日 - 中央図書館を琉球政府立中央図書館に、宮古図書館を琉球政府立中央図書館宮古分館に、八重山図書館を琉球政府立中央図書館八重山分館に改称。
- 1969年（昭和44年） - この時点での蔵書は43,015冊。

### 日本復帰後
- 1972年（昭和47年）5月15日	- 日本復帰。中央図書館を沖縄県立図書館、宮古分館を沖縄県立図書館宮古分館、八重山分館を沖縄県立図書館八重山分館に改称。この時点での蔵書は61,212冊。
- 1974年（昭和49年）7月1日 - 八重山分館新館が竣工。
- 1979年（昭和54年）3月 - 宮古分館新館が竣工。
- 1983年（昭和58年）11月28日 - 沖縄県立図書館が新築開館。この時点での蔵書は177,061冊。
- 1986年（昭和61年）4月1日 - 沖縄史料編集所を廃止、県立図書館に設置した史料編集室が業務を継承。
- 1988年（昭和63年）歴代宝案編集事業開始。
- 1989年（平成元年）4月1日 - 沖縄県歴代宝案編集委員会を設置。
- 1995年（平成7年）
  - 3月1日 - 図書館情報提供システムが稼動。
  - 5月10日 - 史料編集室を沖縄県公文書館に移転。
  - 5月15日 - 琉球政府文書等を沖縄県公文書館に移管する。
- 1996年（平成8年）
  - 3月1日 - 宮古・八重山分館図書館情報提供システム稼動。
  - 4月1日 - 史料編集室を教育庁文化課へ移管。
- 2004年（平成16年）4月23日 - 図書館システム・NALISを供用開始。
- 2007年（平成19年）10月 - 宮古分館、八重山分館の廃止を検討（後述）。
- 2010年（平成22年）3月31日 - 宮古分館廃止。4月から宮古島市立平良図書館北分館となる[3][5]。
- 2012年（平成24年）3月31日 - 八重山分館廃止。
- 2014年（平成26年）3月19日 - 新図書館基本計画立案[6]。
- 2015年（平成27年）10月23日 - カフーナ旭橋A街区起工。
- 2018年（平成30年）
  - 3月31日 - 移転準備のため休館。
  - 12月15日 - 現在地にて業務再開。

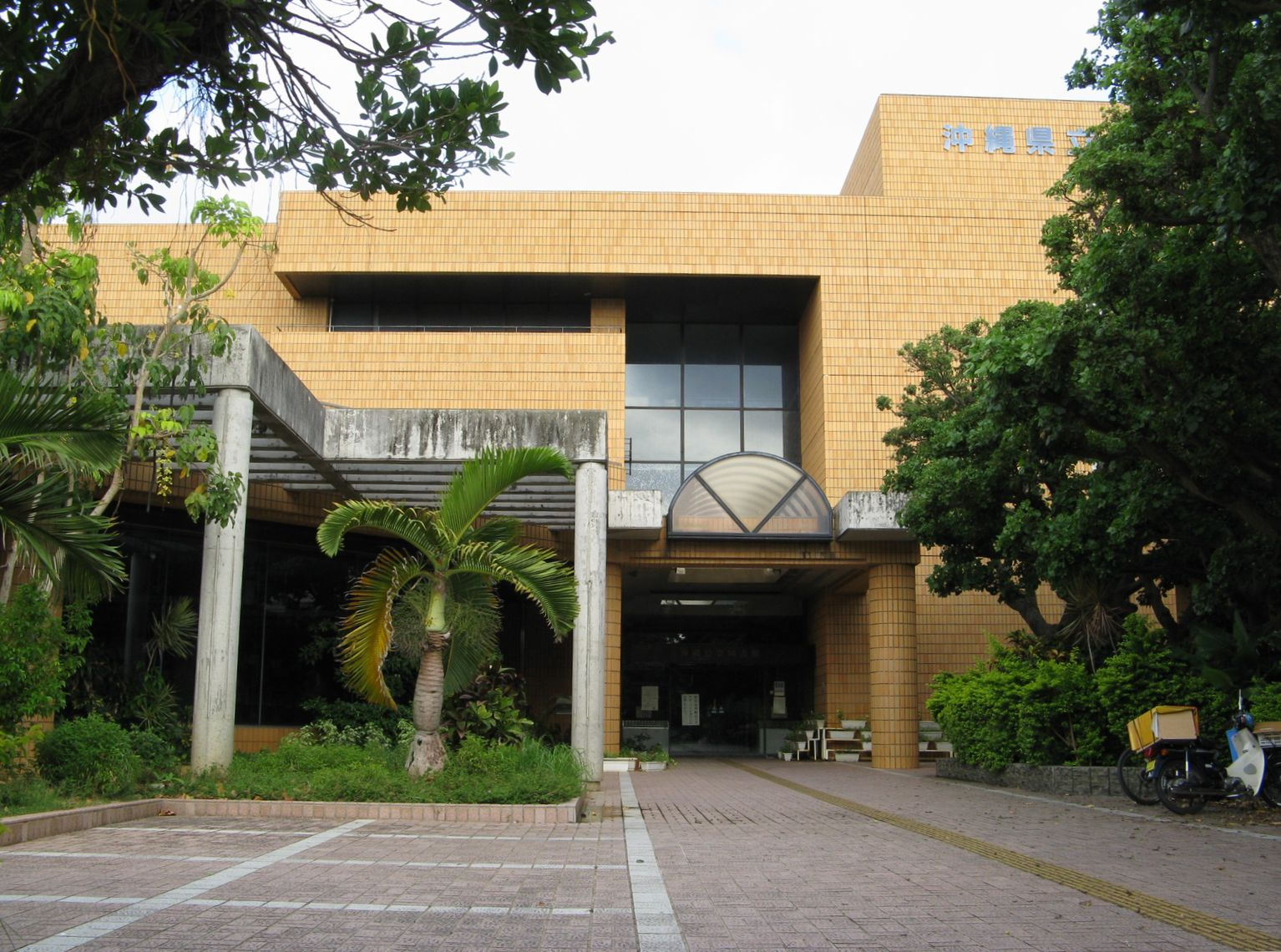
沖縄県立図書館(寄宮所在当時)

## 施設利用・サービス

### 開館時間
- 午前9時～午後8時

### 休館日
- 毎週火曜日
- 年末年始
- 特別整理期間

公式サイトを参照。

## 立地・周辺環境
那覇市中心部の再開発地区「カフーナ旭橋」を構成するビルのひとつに入居している。同じ建物内に那覇バスターミナルと那覇オーパがある。

### アクセス
- 那覇バスターミナル直上
- ゆいレール旭橋駅より連絡通路にて直結
- ビル内の共用駐車場が利用可（100円/20分、最大料金900円）

## かつて存在した分館
かつては宮古島市に宮古分館、石垣市に八重山分館が存在した。
沖縄県教育庁は、沖縄県が2006年（平成18年）3月に策定した行財政改革プランに基づき、宮古島市にある宮古分館、石垣市にある八重山分館を廃止することを検討し、2007年（平成19年）10月から説明会の開催等を行った。その後、宮古分館は2010年（平成22年）3月31日に、また、八重山分館は2012年（平成24年）3月31日に、それぞれ閉館した。

### 宮古分館

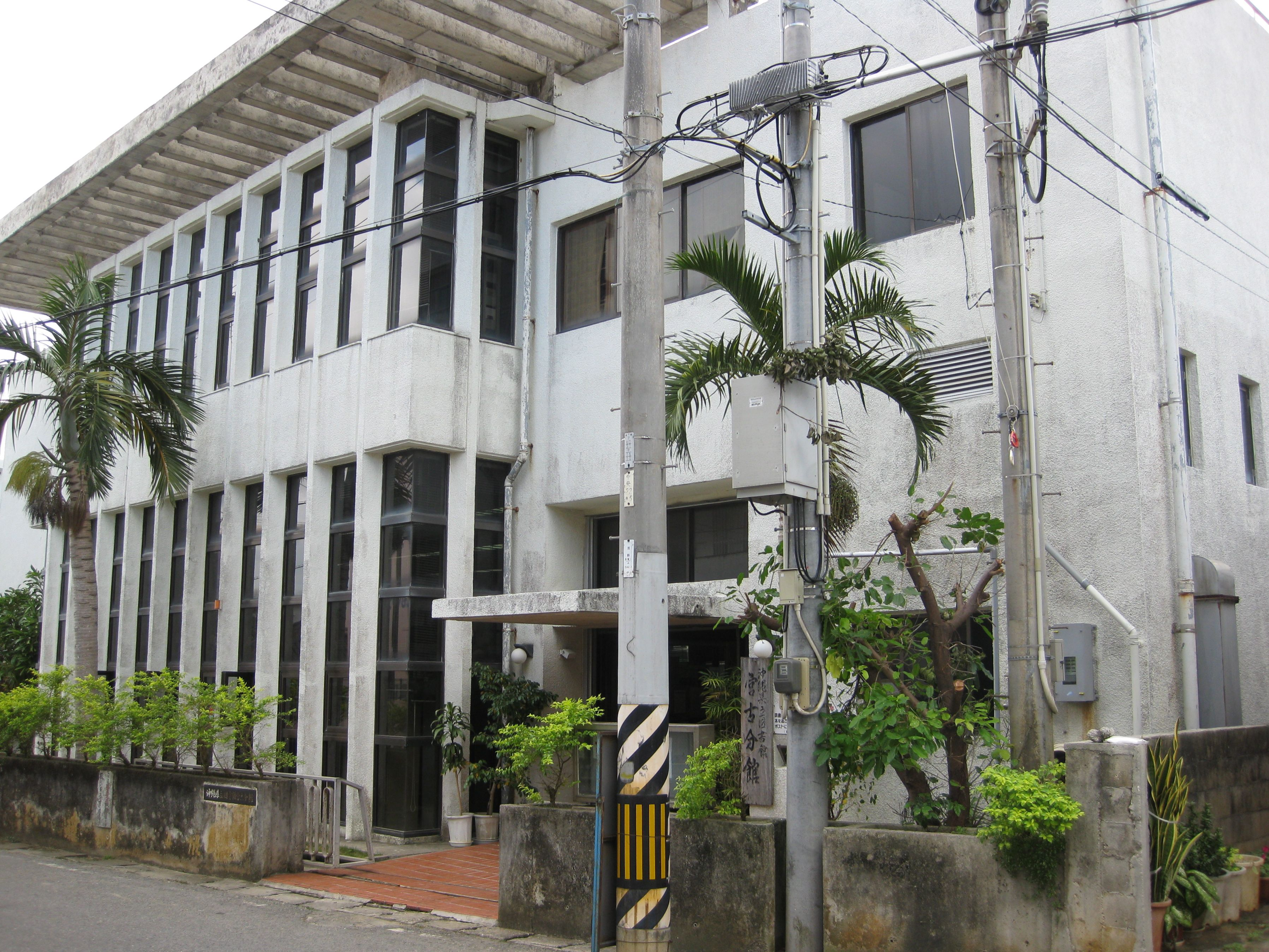
宮古分館

宮古分館は1928年（昭和3年）に御大典事業（昭和天皇の即位を記念する事業）による昭和図書館 （宮古簡易図書館）として設立。その後、数度の名称変更や移転を経て、1961年（昭和36年）に現在位置に移転した。1972年（昭和47年）の本土復帰に伴い沖縄県立図書館宮古分館となり、1979年（昭和54年）に現在の建物が建設された。
2007年（平成19年）に明らかになった廃止の検討の後、宮古分館に関しては市立図書館の建て替えと重なることからいったん保留となった。しかし、宮古分館は2010年（平成22年）3月31日に閉館。旧分館は同年4月に宮古島市立平良図書館北分館となった後、2017年（平成29年）12月28日に一般利用を終え、2018年（平成30年）3月31日に閉館、5月14日に閉館式が行われた。蔵書・資料は2019年（令和元年）8月17日に開館した宮古島市未来創造センターに引き継がれた。
- 所在地 - 沖縄県宮古島市平良字東仲宗根42（北緯24度48分24.9秒 東経125度16分57.9秒 / 北緯24.806917度 東経125.282750度）
- 敷地面積 - 482m2
- 延床面積 - 639m2
- 規模・構造 - 地上2階（鉄骨鉄筋コンクリート造）

### 八重山分館

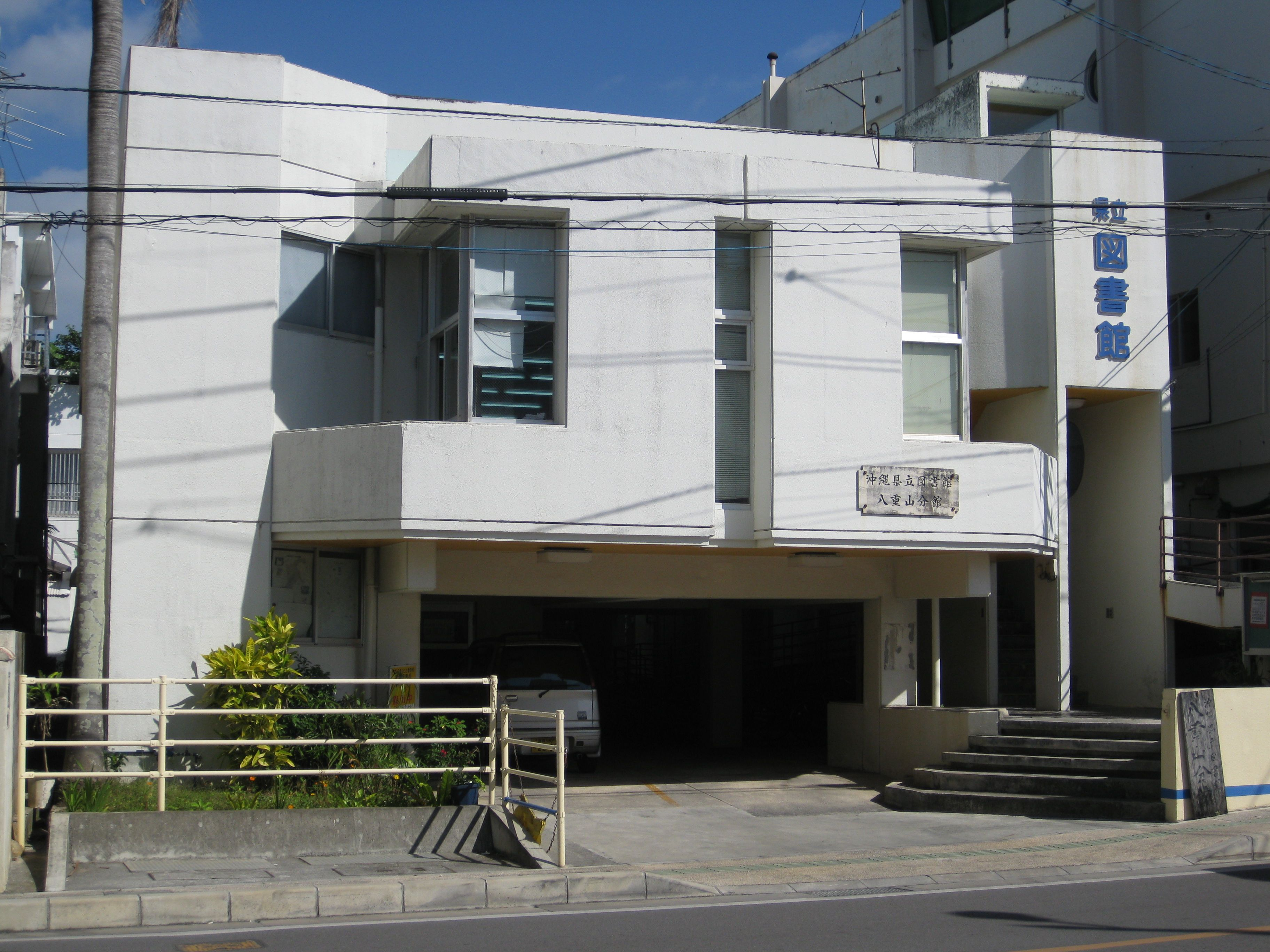
八重山分館

2007年に明らかになった廃止の検討の後、八重山分館に関しては2009年（平成21年）3月末での廃止が発表された。県は石垣島で住民に対し建物の老朽化の問題を挙げ、さらに石垣市立図書館の存在により県立図書館の必要性が無いことなどを説明した。しかし、県都である那覇市では県立図書館と市立図書館が隣接して存在している上、財政的な廃止と説明しながら那覇市には県立博物館新館を建設しているため、住民からは「離島切り捨て」の声も挙がった。
このように、住民による反対があいついだため、2008年（平成20年）10月に県は廃止を延期する方針をとったが、廃止の方針自体は変わらず、以後も廃止に向けて住民との話し合いを検討しているとした。その後2010年（平成22年）1月に「分館の扱いについては白紙の状態」として、分館の有り方に関して廃止、存続の前提なしに話し合いを行うこととなった。
八重山分館は2012年（平成24年）3月31日に閉館。その後、閉館から3年半以上が経った2015年（平成27年）11月時点でも、八重山分館は設備や蔵書が手付かずのまま放置されており、ガラスが割れた窓もベニヤ板の応急手当のみで、蔵書8万冊も一部にカビが生えはじめていること、しかし機械警備は続けられており累計139万円の費用が支払われていることなどが報じられた。このうち、石垣市に関連する資料約5万4千冊については、2018年2月に石垣市立図書館への移送が始まった。
- 所在地 - 沖縄県石垣市字登野城74-2（北緯24度20分19.8秒 東経124度9分34.1秒 / 北緯24.338833度 東経124.159472度）
- 敷地面積 - 491m2
- 延床面積 - 344m2
- 規模・構造 - 地上2階（鉄骨鉄筋コンクリート造・1階はピロティ構造）